# Клајо Алабама)
Клајо (енгл. Clio) град је у америчкој савезној држави Алабама. По попису становништва из 2010. у њему је живело 1.399 становника.

## Демографија
Према попису становништва из 2010. у граду је живело 1.399 становника, што је 807 (36,6%) становника мање него 2000. године.
| Група             | 2000.         | 2010.       |
| Белци             | 812 (36,8%)   | 370 (26,4%) |
| Афроамериканци    | 1.262 (57,2%) | 510 (36,5%) |
| Азијати           | 7 (0,3%)      | 7 (0,5%)    |
| Хиспаноамериканци | 73 (3,3%)     | 503 (36,0%) |
| Укупно            | 2.206         | 1.399       |